# Ženska v kopeli (van Eyck)
Ženska v kopeli (ali Ženska pri toaleti, včasih tudi Batšeba pri toaleti) je izgubljena plošča staronizozemskega umetnika Jana van Eycka. Delo je danes znano po dveh izvodih, ki se v pomembnih vidikih razhajata; ena v Antwerpnu in uspešnejša, a majhna plošča iz okoli leta 1500 v muzeju Fogg na univerzi Harvard, ki je v slabem stanju. Je edinstvena v znanem opusu van Eycka za upodobitev akta v posvetnem okolju, čeprav v dveh literarnih virih iz 17. stoletja omenjamo druge danes izgubljene, a enako erotične van Eyckove plošče.
Pripisovanje obeh plošč originalu avtorja van Eycku običajno ni sporno; dvomiti je, ali je bila katera koli kopija dokončana do ene ali dveh generacij po njegovi zgodnji smrti. Okoli leta 1441, je bilo sprejeto, da ne gre niti za ponarejanje niti zaželeno razmišljanje. Umetnostni zgodovinarji na splošno menijo, da sta obe kopirani iz enega samega vira, torej ena ni kopija druge in da obe izhajata približno iz istega obdobja.
Van Eyckov original je bil netipično drzen in nenavadno erotičen za sliko iz 1420-ih - zgodnjih 1430-ih, ko je bila domnevno dokončana. Poleg lastnih kvalitetam je umetnostnim zgodovinarjem zanimiv tudi zaradi številnih podobnosti plošče iz Harvarda z znamenitim londonskim Portret Arnolfinijev iz leta 1434. Do pojava Foggove kopije okoli leta 1969 je bila znana predvsem po njenem videzu na prostrani sliki Willema van Haechta iz leta 1628 Galerija Cornelis van der Geest, pogled na zbirateljsko galerijo, ki vsebuje številne druge prepoznavne stare mojstre. Umetnostni zgodovinarji so se zaman trudili, da bi se navezali na svetopisemski ali klasični vir; predlagana so bila posilstva Batšebe ali Susane, čeprav je Judita včasih videti bolj verjeten vir, vendar namigi veljajo le za ploščo v Antwerpnu, tradicionalno znano kot Judita se lepotiči.

## Opis
Slika prikazuje golo žensko, ki se v notranjosti umiva z gobo v spremstvu služkinje v rdeči obleki. Ženska ohranja svojo skromnost s krpo za umivanje, ki jo drži v levi roki, ko se z desno poda do posode, postavljene na mizi ob strani. Konveksno ogledalo visi iz osrednje prečke v oknu nad posodo in prikazuje odsev obeh figur. V tradiciji takšnih prizorov ogledalo simbolizira vrlino in čistost, medtem ko pes v spodnjem središču ženskih nog - komaj viden na plošči iz Fogga zaradi izgube barve, vendar bolj prepoznaven pri delu Van der Geesta - predstavlja njeno zvestobo. Njena postelja je bogata s podrobnostmi; desno je lesena postelja, ob zadnji steni visok zložljiv stol in po stropu tečejo leseni tramovi. Na okenski polici leži pomaranča, na tleh v spodnjem levem kotu pa so zavržene cokle.
Dve drugi možni deli tega sloga Van Eycka sta znani samo iz opisov. Leta 1456 je italijanski humanist Bartolomeo Facio opisal ploščo v zbirki Ottaviana della Carda, nečaka Federica da Montefeltra. Na plošči, ki jo včasih imenujejo tudi Kopalka, je ženska ob starejši oblečeni služkinji, ko izstopi iz kopeli v tančici iz finega platna, in kaže le glavo in dojke. Faciov opis vključuje podrobnosti o psu, goreči svetilki, podobno tisti na portretu Arnolfinijev  in oddaljeno pokrajino, vidno skozi odprto okno. Facio omenja inovativno uporabo ogledala, ki je v delu v celotni dolžini in odraža celoten zadnji del ženskega telesa.

## Portret Arnolfinijev
Obstaja veliko podobnosti, zlasti s ploščo iz Fogga, s slavnim londonskim Van Eyckovim Portretom Arnolfinijev. Medtem ko je prvi precej ožji in veliko manjši, saj ima le 27,2 cm x 16,3 cm, je približno tretjino velikosti londonskega portreta (brez okvirja 82,6 cm x 60 cm). Reprodukcija van Haechta naj bi bila bližje dejanskemu obsegu kot plošča iz Fogga, zlasti glede na to, da so druga dela v Galeriji Cornelis van der Geest na splošno zelo blizu izvirnikom, ki so ohranjeni ali so si zapisali njihove dimenzije. Glede na to, da van Haecht delu ni dal posebno vidnega položaja na svoji sliki, je malo verjetno, da je pretiraval z njegovo pomembnostjo, zato bi bilo mogoče upravičeno sklepati, da ni bilo veliko manjše od tega prikaza.
Obe plošči iz Fogga in Londona prikazujeta notranjost, ki vsebuje posteljo in majhnega psa (verjetno zgodnjo obliko pasme, zdaj znane kot bruseljski grifon), ogledalo in njegov odsev, predalnik in cokle na tleh, medtem ko so si kot, s katerim se sooča spremljevalka in njena obleka in obris njene postave, na splošno podobni. Umetnostna zgodovinarka Linda Seidel domneva, da je bila ustvarjena kot spremna plošča in da sta bila para namenjena zaročnim slikam. Opaža, da je bila londonska plošča morda »naslikana za zid hiše očeta Giovanne Cenami, kjer bi ga videla v letih med zaroko in poroko ... morda ... je bila erotična polovica dana njenemu bodočemu možu kot jamstvo za to, kar mu je bilo obljubljeno«. Seidelova verjame, da vzorci v spodnjem levem kotu plošče, pa tudi dejstvo, da je ogledalo nagnjeno proti gledalčevemu pogledu, krepijo idejo, da je bodoči mož predvideno občinstvo. Opaža nenavadno strmo perspektivo dela in ugotavlja, da se »nadzorni pogled plošče poravna z zrcalnim odsevom golega telesa ženske«. Čeprav se različice tega stališča že dolgo ohranjajo, jih zapleta dejstvo, da podobnosti veljajo samo za Harvardsko ploščo.
Lorne Campbell iz Narodne galerije funkcionalne povezave ne prepriča. Čeprav priznava podobnosti med deli, poudarja, da Arnolfini ni nedvomno uveljavljen kot poročni portret in da je tudi v tem primeru bolj verjetno, da je bila londonska plošča prvotno pokrita s krili in ne z eno ploščo. Svoj pogled podkrepi z dejstvom, da se izgubljeno delo razlikuje v dveh pomembnih vidikih; da posteljne zavese niso rdeče in da ogledalo ni okrašeno. Campbell podobnosti zavrača kot 'naključne', čeprav bi bilo bolje trditi, da je bilo izgubljeno delo prototip ali študija. Julius S. Held je menil, da je plošča iz Fogga ustvarjena kot pokrov za londonsko sliko, ideja, ki je držala, dokler je Campbell leta 1988 ni zavrnil, ko je trdil, da je takšna slika verjetno prekrita s krili kot en sam kos in da nadalje londonska plošča po verjetnosti ne prikazuje ali obeležuje zakonske zveze ali zaroke.